# Сова-голконіг новобританська
Сова́-голконі́г новобританська (Ninox odiosa) — вид совоподібних птахів родини совових (Strigidae). Ендемік Папуа Нової Гвінеї.

## Опис
Довжина птахів становить 20-23 см. Голова, верхня частина тіла і верхня частина грудей темно-коричневі або шоколадно-коричневі, поцятковані численними білуватими плямками, на грудях білуваті або охристі смужки. Махові і стернові пера поцятковані білими смужками. Нижня частина грудей і живіт білі, поцятковані коричневими плямами. Лицевий диск коричневий, над очима білі "брови", на горлі біла пляма. Очі яскраво-жовті або оранжеві, дзьоб світло-зелений з жовтуватим кінчиком, лапи оперені, пальці жовтувато-коричневі, кігті темно-рогові з чорнуватими кінчиками. 
Голос — угукання «huu-huu-huu-huu», висота, гучність і темп якого поступово підвищуються.

## Поширення і екологія
Новобританські сови-голконоги є ендеміками острова Нова Британія в архіпелазі Бісмарка. Вони живуть у вологих тропічних лісах і на плантаціях. Зустрічаються поодинці або парами, на висоті до 1200 м над рівнем моря. Ведуть присмерковий і нічний спосіб життя. Живляться комахами і дрібними хребетними.

## Збереження
МСОП класифікує цей вид як вразливий. За оцінками дослідників, популяція новобританських сов-голконогів становить від 10 до 20 тисяч дорослих птахів. Їм загрожує знищення природного середовища.